# Marko Šuler
Marko Šuler (ur. 9 marca 1983 w Slovenj Gradcu) – słoweński piłkarz występujący na pozycji środkowego obrońcy.

## Kariera klubowa
Karierę piłkarską Šuler rozpoczął w zespole NK Dravograd. W sezonie 2001/2002 awansował do kadry pierwszego zespołu, który wiosną 2002 roku został mistrzem drugiej ligi słoweńskiej. W 2004 roku wystąpił z nim w finale Pucharu Słowenii, przegranym po dwumeczu z NK Maribor (0:4, 4:3).
Latem 2004 roku Šuler odszedł do ND Gorica i już rok później wywalczył z tą drużyną swoje pierwsze mistrzostwo Słowenii. Zagrał także w przegranym 0:1 finale krajowego pucharu z Publikum Celje. W 2006 roku po raz drugi został mistrzem kraju, a w 2007 roku wywalczył wicemistrzostwo.
Na początku 2008 roku Šuler przeszedł do belgijskiego KAA Gent. W Jupiler League zadebiutował 10 lutego 2008 roku w przegranym 1:2 wyjazdowym spotkaniu z SV Zulte-Waregem. Dotarł z zespołem do finału Pucharu Belgii, który klub z Gandawy przegrał z Anderlechtem. KAA Gent reprezentował do sezonu 2011/2012, rozgrywając łącznie 110 spotkań i zdobywając 4 bramki. Rundę wiosenną tych rozgrywek spędził, grając na wypożyczeniu w Hapoelu Tel Awiw, z którym zdobył Puchar Izraela. 22 czerwca 2012 roku podpisał trzyletni kontrakt z Legią Warszawa. 3 grudnia 2013 roku rozwiązał kontrakt z Legią Warszawa. We wszystkich rozgrywkach rozegrał w sumie 14 meczów. Zdobył mistrzostwo i Puchar Polski.
13 grudnia podpisał 3,5-letni kontrakt ze słoweńskim zespołem NK Maribor.
| Sezon   | Klub            | Kraj     | Rozgrywki      | Mecze | Bramki |
| ------- | --------------- | -------- | -------------- | ----- | ------ |
| 2001/02 | NK Dravograd    | Słowenia | Druga Liga     | 3     | 0      |
| 2002/03 | NK Dravograd    | Słowenia | Prva Liga      | 21    | 0      |
| 2003/04 | NK Dravograd    | Słowenia | Prva Liga      | 23    | 0      |
| 2004/05 | ND Gorica       | Słowenia | Prva Liga      | 25    | 1      |
| 2005/06 | ND Gorica       | Słowenia | Prva Liga      | 33    | 1      |
| 2006/07 | ND Gorica       | Słowenia | Prva Liga      | 30    | 0      |
| 2007/08 | ND Gorica       | Słowenia | Prva Liga      | 19    | 5      |
| 2007/08 | KAA Gent        | Belgia   | Jupiler League | 13    | 1      |
| 2008/09 | KAA Gent        | Belgia   | Jupiler League | 17    | 3      |
| 2009/10 | KAA Gent        | Belgia   | Jupiler League | 36    | 0      |
| 2010/11 | KAA Gent        | Belgia   | Jupiler League | 31    | 0      |
| 2011/12 | KAA Gent        | Belgia   | Jupiler League | 9     | 0      |
| 2011/12 | Hapoel Tel Awiw | Izrael   | Ligat ha’Al    | 15    | 0      |
| 2012/13 | Legia Warszawa  | Polska   | Ekstraklasa    | 6     | 0      |
| 2013/14 | Legia Warszawa  | Polska   | Ekstraklasa    | 1     | 0      |
| 2013/14 | NK Maribor      | Słowenia | Prva Liga      | 10    | 0      |
| 2014/15 | NK Maribor      | Słowenia | Prva Liga      | 24    | 3      |

## Kariera reprezentacyjna
W reprezentacji Słowenii Šuler zadebiutował 26 marca 2008 roku w wygranym 1:0 towarzyskim meczu z Węgrami. 20 sierpnia 2008 roku w sparingu z Chorwacją (2:3), strzelił pierwszego gola w kadrze narodowej.

## Sukcesy

### ND Gorica
- Mistrzostwa Słowenii: 2004/2005, 2005/2006

### KAA Gent
- Puchar Belgii: 2009/2010

### Hapoel Tel Awiw
- Puchar Izraela : 2011/2012]

### Legia Warszawa
- Mistrzostwo Polski: 2012/2013, 2013/2014
- Puchar Polski: 2012/2013

### NK Maribor
- Mistrzostwa Słowenii: 2013/2014, 2014/2015, 2016/2017, 2018/2019
- Puchar Słowenii: 2016